# Cyrto-hypnum gratum
Cyrto-hypnum gratum là một loài rêu trong họ Thuidiaceae. Loài này được (P. Beauv.) W.R. Buck & H.A. Crum mô tả khoa học đầu tiên năm 1990.